# José Natividad González Parás

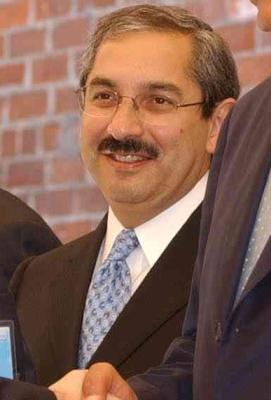
José Natividad González Parás

José Natividad González Parás (* 30. März 1949 in Monterrey) ist ein mexikanischer Jurist und Politiker des Partido Revolucionario Institucional (PRI). Von 2003 bis 2009 war er Gouverneur des Bundesstaates Nuevo León.
Der auch als Nati bekannte González Parás studierte Jura an der Freien Universität von Nuevo León. Jahre später promovierte er in Staatswissenschaft in der Sorbonne in Paris. 1997 trat er erstmals bei den Gouverneurswahlen im Bundesstaat Nuevo León für den PRI an und verlor gegen Fernando Canales Clariond vom Partido Acción Nacional (PAN). Bei den folgenden Gouverneurswahlen 2003 trat er für ein Bündnis aus PRI und anderen Parteien an und gewann gegen Mauricio Fernández Garza vom PAN.
| Personendaten    | Personendaten                                                                  |
| ---------------- | ------------------------------------------------------------------------------ |
| NAME             | González Parás, José Natividad                                                 |
| ALTERNATIVNAMEN  | Nati                                                                           |
| KURZBESCHREIBUNG | mexikanischer Politiker, Gouverneur des mexikanischen Bundesstaates Nuevo León |
| GEBURTSDATUM     | 30. März 1949                                                                  |
| GEBURTSORT       | Monterrey                                                                      |